# Rosa Languste
Die Rosa Languste (Palinurus mauritanicus) ist im Ostatlantik vom westlichen Irland bis nach Süd-Senegal zu finden und kommt auch im westlichen Mittelmeer vor. In der Adria ist sie dagegen nicht vertreten. Sie lebt auf Felsböden, Korallensubstraten und auch Schlammböden in einer Meerestiefe von 180 bis 600 Metern. Im westlichen Mittelmeer ist sie am häufigsten zwischen 400 und 500 Metern zu finden.

## Merkmale
Die maximale Körperlänge dieser Langustenart beträgt 50 Zentimeter. In der Regel erreichen jedoch die Vertreter dieser Art Körperlänge zwischen 20 und 40 Zentimeter. Sie lebt zeitweise gesellig.

## Weblink
- Palinurus mauritanicus in der Roten Liste gefährdeter Arten der IUCN 2013.2. Eingestellt von: Butler, M., Cockcroft, A. & MacDiarmid, A., 2009. Abgerufen am 20. Januar 2014.